# 시스티나 경당

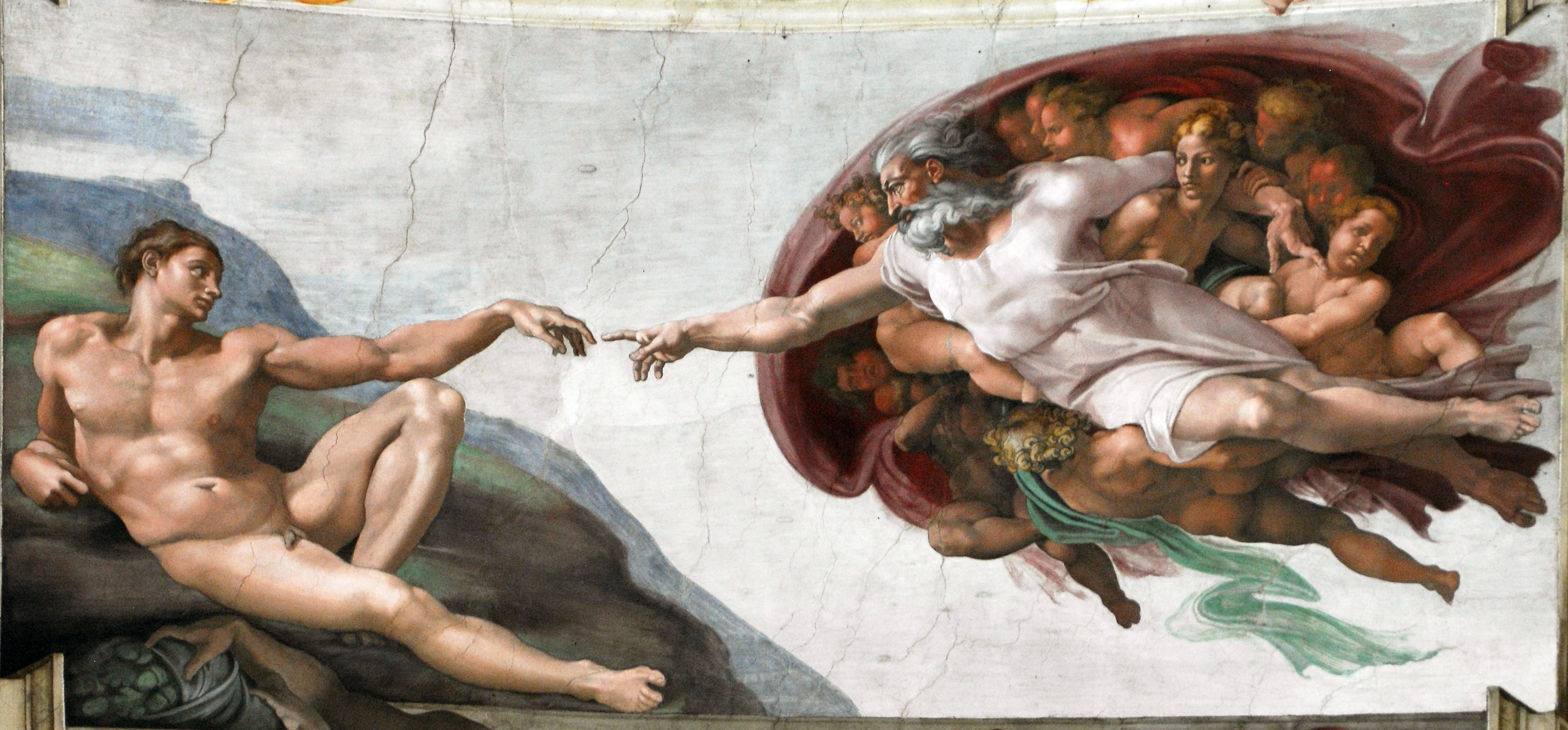
아담의 창조 (미켈란젤로)

시스티나 성당(라틴어: Aedicula Sixtina)은 바티칸 시국에 있는 교황의 관저인 사도 궁전 안에 있는 경당이다. 건축 양식이 타나크에 나오는 솔로몬의 성전에 근거를 두고 있다고 전하며, 미켈란젤로, 라파엘로, 산드로 보티첼리 등 르네상스 시대의 예술가들이 그린 프레스코화가 구석구석에 그려져 있다. 그 가운데서도 미켈란젤로는 교황 율리오 2세의 후원을 받으면서 1508년에서부터 1512년 사이에 성당의 천장에 12,000점의 그림을 그렸다.
시스티나 경당은 1473년에서 1481년 사이에 기독교의 오래된 옛 대성당(Cappella Magna)을 복원했던 교황 식스토 4세의 이름에서 유래한 것이다. 그 기간에 피에트로 페루지노, 산드로 보티첼리, 도메니코 기를란다요를 포함한 화가 무리는 모세와 그리스도의 생애를 묘사한 프레스코화 벽판 시리즈를 만들었다. 그 그림들은 1482년에 완성되었으며, 1483년 8월 15일 성모 승천 대축일 기념 미사 때 식스토 4세에 의해 축성되었다.
식스토 4세의 치세 이래, 시스티나 성당은 교황이 종교적·직무상의 활동을 하는 장소로서의 소임을 해 왔다. 이곳은 전 세계의 추기경들이 모두 모여 새로운 교황을 선출하는 종교적 의식인 콘클라베를 여는 장소로 이용되고 있기도 하다.

## 역사
시스티나 경당은 교황을 선출하는 장소로서 유명하다. 보다 일반적으로는 교황이 직접 미사를 집전하는 성당으로 활용하고 있다. 15세기 후반 교황 식스토 4세의 시대 때, 바티칸에 거주하는 성직자들과 공무원들, 특출한 평신도들을 포함해서 약 200명으로 구성된 법인체가 조직되었다. 그 당시에는 교황의 일정표에 의해 모든 성당이 회합하도록 규정된 50개의 교회 행사들이 있었다. 이러한 50개의 교회행사 가운데 35개가 미사였으며, 그 가운데서도 8개의 미사는 주로 성 베드로 대성전으로 대표되는 대성전들에서 거행되었는데, 여기에는 수많은 회중이 참석하였다. 이 중에는 교황이 직접 집전하는 예수 성탄 대축일 미사와 부활절 미사도 포함되었다. 다른 27개의 미사는 좀 더 규모가 작고 크게 알려지지 않은 장소에서 거행되었으며, 이를 위해 마조레 성당(Cappella Maggiore)이 사용되었는데, 이 성당은 나중에 시스티나 성당으로 재건되었다.

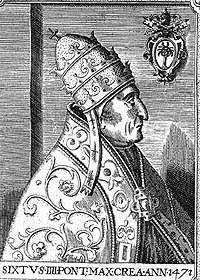
교황 식스토 4세

마조레 성당은 교황과 그의 수행원들이 날마다 전례를 위해 이용하였으며 또한 다른 성당들과 비교하여 대성당(大聖堂)이라는 명칭을 갖게 되었다. 교황 식스토 4세의 재위 당시 이 성당은 교황 니콜라오 5세의 성당으로 프라 안젤리코가 장 식하였다. 기록에 따르면, 마조레 성당은 1368년부터 존재했던 것으로 보인다. 트레비존드의 안드레아가 교황 식스토 4세에게 보낸 서한에 따르면, 지금의 성당을 위한 자리를 마련하고자 기존의 마조레 성당을 헐었을 당시 이미 벽이 기울어진 폐허 상태였다고 한다.
마조레 성당이 있었던 자리에 세워진 지금의 성당은 교황 식스토 4세를 위해 바치오 폰델리가 설계하였으며, 이름을 붙였다. 그리고 조반니노 데 돌치의 감독 아래 1473년에서 1481년에 걸쳐 건설되었다. 지금의 성당 넓이는 원래 있었던 옛 성당을 거의 유사하게 따라 한 것으로 보인다. 완공되고 나서, 성당 내부는 보티첼리, 기를란다요, 페루지노, 미켈란젤로 등 르네상스 전성기의 유명한 화가들이 그린 프레스코화들로 치장되었다.
시스티나 성당에서의 첫 번째 미사는 1483년 8월 15일인 성모 승천 대축일에 치러졌으며, 축성한 다음 성모 마리아에게 봉헌하는 의식이 이루어졌다.
시스티나 성당은 오늘날까지도 그 기능을 유지하고 있으며, 특별히 교황이 여행 중이 아니라면 교황의 일정에서 중요한 의식이 있으면 그것을 치르는 장소로 제공되고 있다.
시스티나 성당에는 상설 성가대도 있으며, 이 성가대를 위해서 수많은 성가가 작곡되었다. 그 가운데 가장 유명한 곡으로는 알레그리가 작곡한 《하느님, 저를 불쌍히 여기소서 (Miserere Mei Deus)》가 있다.

### 교황 선출
시스티나 경당의 주된 기능 가운데 하나는 추기경단이 선종한 교황의 자리를 계승할 인물을 선출하기 위한 비밀 선거 장소로 제공되는 것이다. 콘클라베가 소집되면, 지붕에 굴뚝을 설치하여 신호로 연기가 피어올라 교황의 선출 여부를 외부에 알린다. 새 교황이 선출되었을 경우, 콘클라베 때 사용한 투표용지들을 화학 첨가물과 같이 불에 태우면 하얀 연기가 나타난다. 만약 후보자가 2-3분의 1 다수보다 적은 표를 얻으면 추기경들은 투표용지들을 젖은 짚 또는 화학 첨가물과 함께 불에 태워 검은 연기를 피워 올린다. 이것은 아직 새 교황을 선출해내지 못했다는 것을 뜻한다.
또한 콘클라베를 진행하는 동안 추기경들을 위해 미사를 드릴 수 있는 공간을 제공하는 것은 물론 하인들의 수발을 통해 음식과 취침 장소 지원이 순조롭게 진행된다. 콘클라베는 서구 대이교까지 도미니코회에서 관리하는 산타 마리아 소프라 미네르바 성당에서 열렸으나, 1455년부터는 바티칸에서 열렸다.
한때 콘클라베 기간에 각 추기경 후보자들이 모두 동등한 명예를 갖고 있다는 것을 나타내는 표시로서 좌석 위에 뚜껑 모양의 차양이 있었다. 새 교황이 자신의 선출을 수락하면 곧바로 교황으로서 새 이름을 결정하는데, 이때 다른 모든 추기경은 좌석에 붙은 줄을 잡아당겨 차양들을 일제히 내린다. 교황 성 비오 10세에 의해 개정되기 전까지는 어느 교황에 의해 추기경으로 임명되었는지를 나타내려고 추기경마다 차양의 색깔을 다르게 했다. 교황 바오로 6세 때부터는 차양들을 폐지하였는데, 바오로 6세가 재위하면서 추기경들의 수가 벽 앞에 두 줄로 앉아야 할 정도로 많이 늘어난 데다가 차양이 뒷줄에 있는 추기경들의 시야를 방해한다는 지적 때문이었다.

## 건물

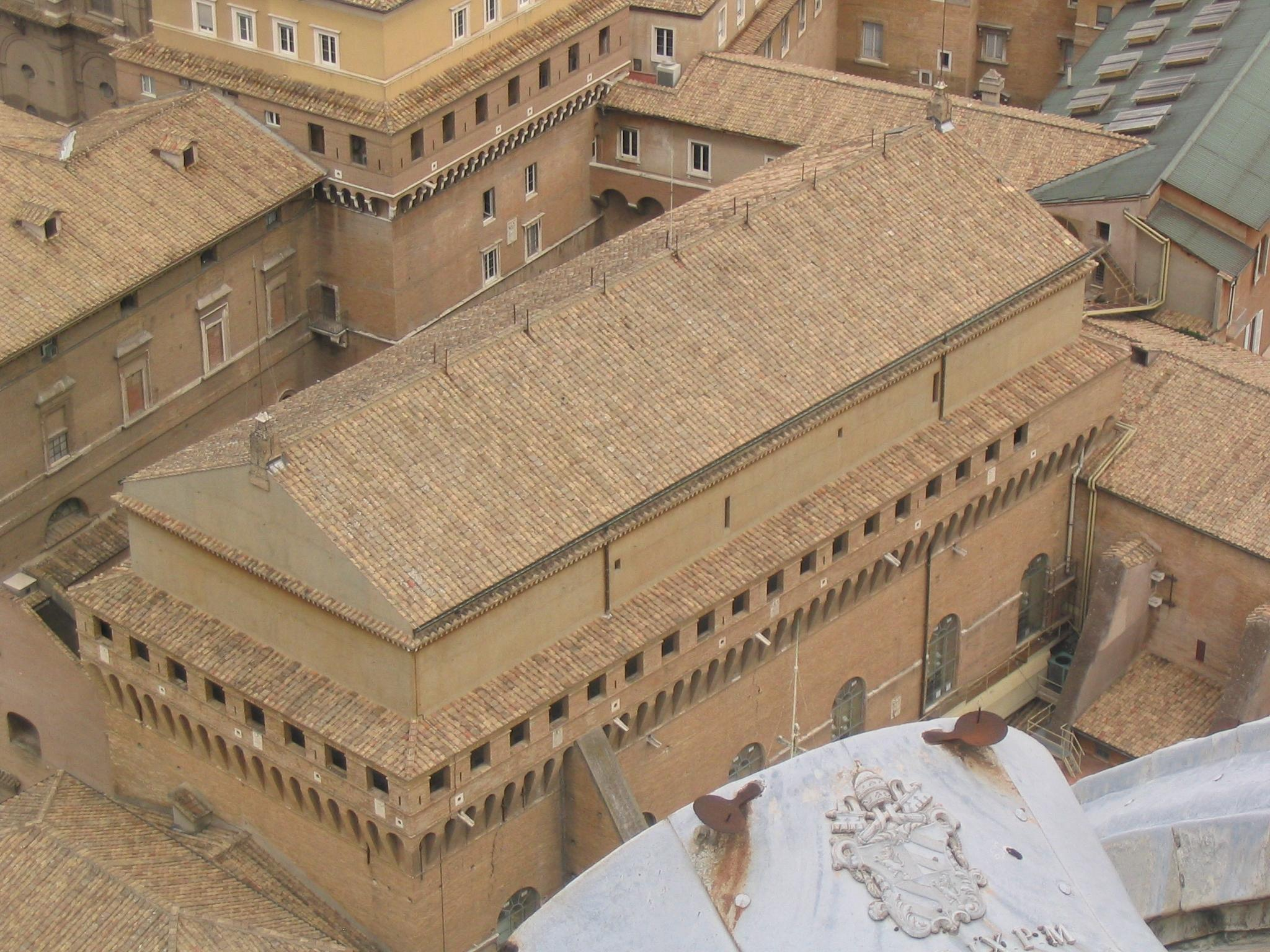
시스티나 성당의 외관

### 외관
시스티나 경당은 높은 직사각형 벽돌 건물이며, 그 외관은 중세나 르네상스 시대의 다른 수많은 이탈리아 성당들의 공통적인 건축 구성을 지녔거나 세세한 장식 없이 수수하다. 시스티나 경당에는 특별히 외관에 출입구가 없기 때문에 항상 교황궁 안에 있는 내실을 통해서 출입하며, 외관의 전체적인 모습은 교황궁 안에 있는 채광정이나 근처에 있는 창문들을 통해서만 볼 수 있다. 내부 공간은 세 층으로 분리되어 있는데 가장 아래층은 웅장한 형태의 둥근 천장이 있는 지하로 몇 개의 실용적인 창문들과 바깥의 안뜰과 통하는 문간이 있다.
경당의 본 공간 내부를 측량한 결과 길이 40.9미터(134피트), 너비 13.4미터(44피트)로 나오는데, 이는 구약성경에 적힌 솔로몬의 성전과 같은 규모이다. 이에 더하여, 20.7미터(68피트)까지 솟아있는 아치형 천장도 있다. 건물의 측면마다 아래에 여섯 개의 긴 아치형 창문들이 있고, 양끝에는 두 개의 창문들이 있다. 이 중 몇몇은 아직도 접근하기에는 쉽지만, 지금까지 줄곧 굳게 봉쇄되어 있다. 아치 천장 위의 3층에는 근위병들을 위한 고급 사관실들이 자리 잡고 있다. 이 구역은 벽에서 솟아오른 아치로 떠받치고 있으며, 건물을 둘러싸고 있다. 계속해서 경당의 아치 천장에 물이 스며드는 원인으로 통로가 지적되어 그 위에 지붕을 씌웠다.
침전물과 석조 건축의 갈라진 금 때문에 부득이 매우 큰 부벽으로 건물을 보강해 외벽을 떠받치게 한 마조레 성당의 영향을 받아 시스티나 경당에도 역시 그와 같은 현상이 일어났다. 다른 건물들이 추가로 지어져 시스티나 경당의 외양은 계속해서 많은 변화를 거듭하였다.

### 내부
건물 대다수의 내부 비율을 측정은 하였지만, 완벽하게 들어맞는다고 보기에는 어렵다. 하지만, 성당의 전체 비율은 명확하기 때문에 오차가 몇 센티미터 이상을 넘지 않는다. 측정 결과 건물의 폭은 건물 길이의 1/3이며 건물 높이는 건물 길이의 2/3 정도라고 나온다. 이 비율을 유지하려고 건물 양측에 창문을 여섯 개씩 배치하였으며, 건물 양쪽 끝에는 창문을 두 개씩 배치하였다. 성당을 나누는 칸막이는 원래 제대 벽에서 중도까지 있었다가 바뀌었다. 당시 옛 로마의 유산들에 대한 관심이 많아진 풍토를 반영하듯이, 르네상스 시대의 건축은 비례를 정확하게 규정짓는 것이 특징이었다.
성당의 천장은 아치형 창문들의 기공 점 높이에서 벽들을 둘러싸는 반원통형의 둥근 천장이다. 천장은 가장 낮은 높이에서 각 창문 사이에 있는 얕은 벽기둥들에서 솟아오른 일련의 큰 삼각 궁륭들로 나뉘는 각 창문 위에 있는 작은 아치 천장들에 의해 가로로 나뉜다. 원래의 천장은 피에르마테오 라우로 데 만프레디 다 아멜리아의 디자인에 따라 밝은 파란색을 배경으로 황금빛 별들이 드문드문 그려졌다. 바닥 포장은 대리석과 유색 석재로 무늬 장식을 한 형태를 띤 오푸스 알렉산드리눔으로서 내부 분할의 초기 비율을 나타내고 있다. 또한, 정면 현관문에서부터 난 행렬용 길은 종려주일과 같이 중요한 행사가 있을 때마다 교황이 이용하였다.
시스티나 성당은 미노 다 피에솔레와 안드레아 브레뇨, 조반니 달마타가 대리석으로 만든 칸막이 또는 격자에 의해 두 구획으로 분리되어 있다. 원래 성당 내부는 제대 쪽 지성소 안에 있는 교황 전용 기도실에서 시중드는 사람들과 순례자들과 로마 시민 모두에게 똑같은 공간이 제공되도록 만들어졌다. 그런데 교황을 수행하는 사람들의 수가 급격하게 늘어나면서 자연스럽게 칸막이가 이동되어 평신도들을 위한 공간이 줄어들게 되었다. 격자 위에는 화려한 촛대들이 한 줄로 늘어져 있다. 그리고 옛날에 화려하게 금박이 입혀졌던 철문이 있었던 자리에는 나무로 된 문 하나가 자리 잡고 있다. 또한, 격자를 만든 조각가들은 돌출한 성가대석(Cantoria)도 만들었다.

### 라파엘로의 태피스트리
이따금 치르는 특별히 중요한 의식이 진행되는 동안 옆벽들에는 원래 라파엘로가 시스티나 성당을 위해 디자인한 태피스트리로 가득 채워져 있었다. 그러나 1527년의 로마 약탈 당시 독일 용병들에 의해 불태워지거나 약탈당하여 유럽 전역에 뿔뿔이 흩어지고 말았다. 라파엘로의 태피스트리들에는 복음서들과 사도행전에 나오는 성 베드로와 성 바오로의 생애에 있었던 사건들이 묘사되어 있었다. 20세기 후반에 이르러 태피스트리 여러 개를 다시 모아 한 세트로 짜맞추어 1983년에 시스티나 성당에 다시 전시하였다. 열 개의 태피스트리 가운데 표준 크기의 예습 밑그림들은 ‘라파엘로의 밑그림’이라는 이름으로 현재 영국의 런던에 소재해 있다.

## 장식

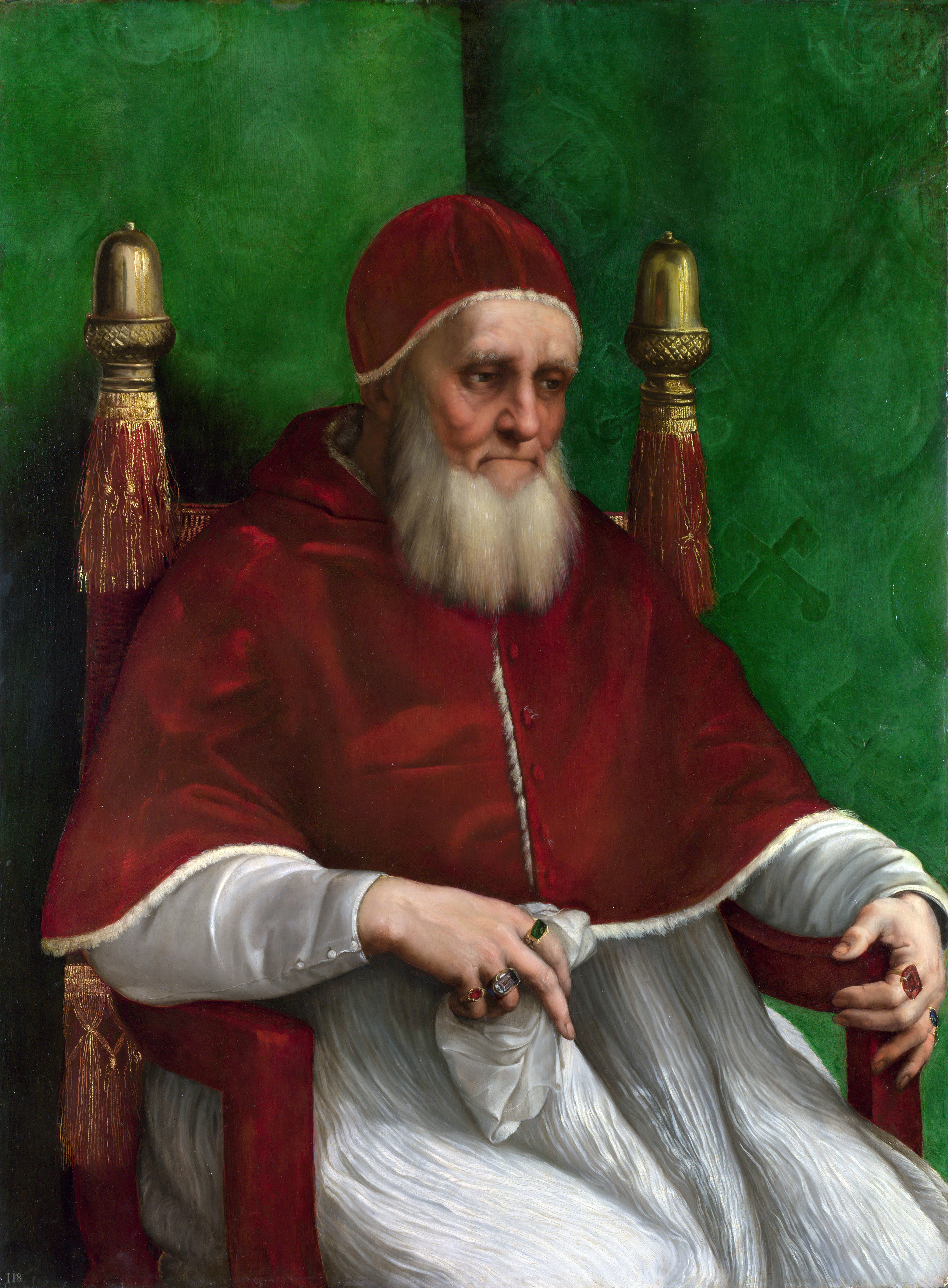
교황 율리오 2세

시스티나 성당의 벽은 세 단으로 분배되어 있다. 아랫부분은 금은 색으로 수 놓인 프레스코 양식의 벽지로 장식되었다. 가운데 부분은 벽 전체에 《모세와 생애》와 《그리스도의 생애》를 담은 두 그림이 서로 보충해주고 있다. 이 그림들은 1480년 교황 식스토 4세의 명령에 따라 기를란다요와 보티첼리, 페루지노, 코시모 로셀리 등에 의해 그려진 것들이다. 윗부분은 두 구역으로 나뉘어 있다. 창문들의 아래쪽에는 모세와 그리스도의 생애들을 그린 그림들과 때를 같이해서 교황들을 그려놓았다. 창문들의 윗부분에는 미켈란젤로에 의해 《그리스도의 선조들》을 담은 반원들이 그려져 있는데, 천장화를 위한 계획 일부분으로 알려졌다.
시스티나 성당의 천장화는 교황 율리오 2세의 의뢰에 따라 미켈란젤로가 1508년에서 1511년까지 그린 것으로 《천지창조》, 《하느님과 인류의 친교》, 《하느님의 은총을 잃은 인류의 타락》 등 아홉 점의 그림이 쭉 이어져 있다. 아치형 천장을 지지하는 커다란 삼각 궁륭들에는 하느님이 인류의 구원을 위해 예수 그리스도를 보내줄 것이라는 성경의 예언과 고대 그리스·로마 문학에 등장하는 남녀들이 그려져 있다.
1515년, 라파엘로는 교황 레오 10세로부터 벽체의 하단부에 전시할 태피스트리 열 점을 그리라는 주문을 받았다. 레오 10세는 식스토 4세의 의뢰로 전시된 15세기의 프레스코화들 바로 밑에 라파엘로의 태피스트리들을 전시하려고 생각하였다. 당시 스물다섯 살이었던 라파엘로는 상당수의 부유한 후원자들이 있는 피렌체에서 이미 안정적으로 정착한 예술가였다. 그러나 야망이 있었던 그는 교황청의 후원을 받고 싶어했다. 라파엘로는 로마의 포부와 정렬에 매혹되었다.
라파엘로는 자신의 실력을 미켈란젤로와 비교할 호기로 보았으며, 그를 채용한 레오 10세는 태피스트리들을 거는 것을 율리오 2세의 천장화에 대한 자신의 응대로 보았다. 라파엘로가 선택한 주제들은 사도행전의 내용에 밑바탕을 둔 것이었다. 작업은 1515년 중반부터 시작되었다. 태피스트리들의 크기가 너무 컸기 때문에 제작은 브뤼셀에 있는 피테르 반 앨스트의 공장에서 직조공들의 손 아래 4년 동안 행해졌다.
교황 율리오 2세는 그가 후원하던 미켈란젤로에게 열두 사도들을 그릴 것을 주문했을 때, 미켈란젤로의 복잡한 도안이 그가 생각했던 것과는 전혀 다르기는 했지만, 구성은 일관적인 도상학 양식을 잘 보여주었다. 하지만, 이 그림들은 나중에 《마지막 심판》으로 제대 위의 벽을 장식하라는 의뢰를 받은 미켈란젤로에 의하여 파괴되었다(1537-1541). 마지막 심판을 그리려면 부득이 모세와 그리스도의 생애에서 빌린 두 이야기를 말소해야 했으며, 대신 몇몇 교황들과 그리스도의 선조들의 그림을 배치하였다. 창문들 가운데서도 두 개가 봉쇄되었으며, 라파엘로의 태피스트리 두 점은 여분이 남았다.

## 프레스코화
벽화들은 피에트로 페루지노, 산드로 보티첼리, 도메니코 기를란다요, 코시모 로셀리, 루카 시뇨렐리 등 15세기 당시 유럽에서 가장 존경받았던 화가들에 의해 그려졌다. 주제들은 사실(史實)에 바탕을 둔 종교적 이야기들로 엄선되었으며, 중세의 발상에 따라 모세가 십계명을 받기 전까지의 삶, 모세와 그리스도의 탄생 그리고 그리스도 기원 이후 등 세계 역사상 일어났던 세 가지 중요한 사건들 형식으로 나누었다. 화가들은 구약과 신약 또는 모세의 율법에서 비롯된 전통과 기독교 사이의 연속성을 강조하였다.
벽에는 1481년 7월에서 1482년 5월까지 약 11개월이라는, 상대적으로 짧은 기간에 그림이 그려졌다. 각 화가는 가장 먼저 본보기 프레스코화 제작이 필요하였다. 본보기 프레스코화들은 직권에 의해 검열을 받았으며 1482년 1월에 평가받았다. 초반에 프레스코화들은 양호했지만, 예술가들에게 남은 열 가지 이야기들을 완성하라는 명령이 내려진 1481년 10월 전까지였다.
성당 그림들의 진행 순서는 성경에서 구약과 신약 두 시대로 구분되는 척도가 되는 모세와 그리스도의 삶으로 구성되었다. 이야기는 제대 벽에서 시작해 - 프레스코들은 불과 30년 후에 미켈란젤로의 마지막 심판에게 자리를 양보하였다 - 벽을 길게 계속 따라 입구 벽에서 끝이 난다. 프레스코화들 위에는 교황들을 묘사한 초상화들이 그려졌으며, 나중에 그 아래에 커튼으로 묘사한 그림들로 채워졌다. 두 시대의 개별 장면들은 예표론 형식으로 서로 연관되어 있다는 의미를 담고 있다. 구약과 신약의 전체 맥락으로 이해되는, 모세가 장차 올 그리스도를 위해 준비하는 듯한 모습을 그려넣었다.
모세와 그리스도의 삶을 그린 프레스코화들은 구약과 신약 간 일치를 단순히 설명하는 것을 넘어서 정치적 중요성을 지니고 있었다. 식스토 4세는 꼼꼼하게 프레스코화들의 순서를 착상하여 이를 통해서 하느님이 모세를 거쳐 그리스도를 통해서 베드로에게, 궁극적으로는 지금의 교황에게 최고의 권위를 내렸다는 것을 설명하는 도구로 사용하였다. 프레스코화들 위에 있는 교황들의 초상화는 하늘이 내린 권위라는 점을 강조하는 데 한층 도움이 되었다.
프레스코화 가운데 두 점의 중요한 그림이 있는데, 페루지노가 그린 《성 베드로에게 하늘나라의 열쇠를 주시는 그리스도》와 보티첼리가 그린 《코라에 대한 심판》이다. 두 그림은 모두 최초의 그리스도인 로마 황제이자 교황에게 서로마 영역의 정치적 권한을 넘긴 콘스탄티누스 대제의 개선문을 배경으로 하고 있다. 개선문은 교황의 권한은 황제로부터 양도받은 것이라는 의미를 나타낸다. 식스토 4세는 따라서 자신의 지위인 교황이 구약과 신약을 통틀어서 하느님의 인정을 받은 동시에 로마 제국의 합법적인 상속자라는 점을 표현하고자 하였다.

### 《성 베드로에게 하늘나라의 열쇠를 주시는 그리스도》
성당의 북쪽 벽에 있는 페루지노의 벽화 가운데 《성 베드로에게 하늘나라의 열쇠를 주시는 그리스도》는 15세기 최고의 프레스코화 가운데 하나로 평가받았다. 이 장면은 마태오 복음서 16장에서 그리스도가 하늘나라의 열쇠를 베드로에게 주었다는 내용을 참고한 것이다. 여기서 하늘나라는 18절에 나오는 교회를 가리키는 말이며, 열쇠는 바로 이러한 그리스도의 교회를 열고 닫을 수 있는 권한을 가리킨다. 즉 모든 권한을 상징한다. 본문에서 예수는 베드로에게 하늘나라의 열쇠를 맡겼을 뿐만 아니라 이를 사용할 수 있는 권한을 허락하였다. 그림을 보면 그리스도는 사도들과 시민이 지켜보는 광장의 한가운데 서서 한쪽 무릎을 꿇은 성 베드로에게 하늘나라의 문을 여는 열쇠를 엄숙하고 경건하게 건네주고 있다. 이들 두 사람을 에워싼 유다(그리스도의 왼편에서 다섯 번째)를 비롯한 다른 사도들과 페루지노의 자화상(오른쪽 가장자리에서 다섯 번째)을 포함해서 당시 페루지노와 같은 시대를 살았던 사람들 뒤에는 넓은 광장이 보이고 그 광장 뒤편에는 육각형의 솔로몬의 성전이 보인다. 그 옆에는 콘스탄티누스 대제의 개선문을 상기시키는 문이 양쪽에 서 있다.
넓고 긴 광장 중간에는 어른과 어린이들이 스케이트를 타는 듯 놀고 있으며 건물 뒤편에는 멀리 보이는 산과 하늘의 구름이 드넓은 공간을 느끼게 펼쳐져 있다. 그림의 배경에는 페루지노의 치밀한 기하학적 구도와 투시도의 세밀한 계산이 깔렸다. 자세히 살펴보면 광장은 수많은 금빛 평행선과 수직으로 나뉘어 있고 그리스도와 성 베드로를 감싸는 중심선을 비롯한 수많은 수직선과 수평선은 사원의 정문 입구에 보이는 두 인물의 머리 위에서 만나는 원근법과 소실점을 이룬다. 통일된 효과를 위한 여러 개의 대기 원근법이 넓은 공간과 정확하게 균형 잡힌 인물들, 섬세한 하늘, 눈에 보이는 먼 풍경들을 기하학 선상에 모두 포함했다. 이 그림의 내용은 그리스도가 직접 성 베드로에게 하늘나라의 열쇠를 맡기는 행위를 통해 교황이 처음부터 전체 교회에 대한 수위권을 물려받았음을 이야기하는 것이다.

### 《모세의 일생》
보티첼리는 11개월이라는 짧은 기간에 《모세의 일생》, 《그리스도의 유혹》, 《코라의 형벌》이라는 세 점의 벽화를 그렸다. 모세의 일생을 다룬 프레스코화는 《그리스도의 유혹》 반대편에 자리 잡고 있는데, 이 두 그림은 '유혹'이라는 주제로 상호 연관되어 있다. 이 그림은 젊은 모세가 출애굽기(탈출기)의 다양한 일화를 일곱 개로 통합해 4열의 대각선에 하나의 풍경화로 담아내고 있다.
그림은 오른쪽에서 왼쪽으로 순서가 전개된다. 노란 옷을 입은 모세가 히브리 사람을 학대하는 데 분노해 이집트 사람을 죽이는 장면, 모세가 이집트와 가나안사이의 지역인 미디안으로 달아나는 장면, 모세가 우물에서 물을 길어 양 떼에 먹이려는 미디안의 제사장 르우엘 또는 이드로의 딸들을 방해하는 양치기들과 싸우는 장면, 모세가 르우엘(이드로)의 딸들을 도와 우물에서 물을 길어 양떼들에 먹이는 장면, 모세가 불타는 떨기나무 아래에서 하느님의 계시를 듣는 장면, 이집트에서 사백삼십년동안 노예로 살아오면서 탄압을 당했던 히브리 사람들을 약속받은 땅으로 이끄는 장면 등이다.

### 《코라의 형벌》
역시 보티첼리의 작품으로, 이 프레스코화는 하느님이 지정해 준 지도자 모세와 아론에 대해 코라의 선동에 설득된 히브리 사람들의 반란과 그 후의 선동자에 대한 하느님의 처벌을 묘사한 세 가지 이야기를 재현한 것이다. 코라는 모세를 시기하여 그의 권위에 대항해 정권을 잡으려고 했다가 하느님의 진노를 샀다. 모세의 권위는 하느님이 준 것이기 때문이었다. 그리하여 다탄과 아비람과 함께 땅에 삼켜지고 말았다.
그림에서 코라의 무리는 다시 자신들을 이집트로 데려가 줄 새로운 지도자를 요구하며, 모세에게 돌을 던지며 협박하고 있다. 여호수아가 그들 사이에 서서 온몸으로 막고 있다. 중앙 부분은 아론의 아들과 레위의 아들이 경쟁적으로 제물을 바치고 있다. 모세의 기도로 말미암아 향로들이 흔들리며 땅바닥에 떨어지고 있다. 그림의 왼쪽은 땅이 갈라져 모반자들을 삼키는 장면이며, 코라의 천진난만한 두 아들은 처벌을 면해 구름 위에 떠 있다. 개선문의 중심부에는 “하느님의 부르심을 받은 모세와 아론을 제외하고 그 누구도 그 영광을 가져갈 수 없다.”라는 글귀가 비문으로 새겨져 있다. 이처럼 이 프레스코화는 하느님이 임명한 지도자에게 거스르는 이는 벌을 받으리라는 경고를 담고 있다. 이 경고는 또한 그림 속에서 아론을 푸른 예복에 교황의 삼층관과 비슷한 푸른 황금빛 모자를 쓴 모습으로 묘사함으로써 당대의 정치적 주장이 포함되어 있다. 요컨대 교회에 대한 교황의 최고 권위에 대해 이의를 제기하는 이들에게 보내는 경고성 메시지를 담은 것이다. 즉 교황의 지도력은 그리스도가 성 베드로에게 하늘나라의 열쇠를 건네준 것에 기원하며 모든 교회 가운데 첫째 가는 지위를 보장받은 것이므로 하느님으로부터 부여받았다는 것이다. 페루지노는 보티첼리의 프레스코화 바로 맞은쪽에 교황 지상주의 교리의 중요 요소로 이 그림을 그렸다.

### 《유혹을 당하시는 그리스도》
이 그림은 보티첼리가 시스티나 성당에 교황 식스토 4세를 위해 그린 3점의 프레스코화 가운데 마지막 프레스코화로, 마태오 복음서에 기술된 그리스도가 악마에게 유혹을 당하는 세 부분의 장면을 묘사하고 있다. 그림에서 악마는 은수자로 둔갑해 있지만, 그리스도는 그가 오른쪽 위에 있는 진짜 모습을 드러날 때까지 멀리 내쫓고 있다. 그림의 전경은 성전 앞에서 유다인들이 고대의 관습에 따라 매일 제물을 바치는 의식을 보여주고 있다. 많은 사람이 동물과 식물들을 제물로 바치고 있고, 제사장이 피로 가득 찬 의식의 잔을 받고 있다. 유다인들의 희생 제사는 인류의 구원을 위해 죽음으로써 자신의 몸을 스스로 바쳤던 그리스도의 수난을 암시해주고 있다. 배경의 왼쪽 맨 위에 있는 산꼭대기에서는 그리스도가 돌을 빵으로 만드는 것을 시도하고 있고, 오른쪽에서는 세 명의 천사가 성찬을 위해 탁자를 준비하고 있다.

### 미켈란젤로의 회화

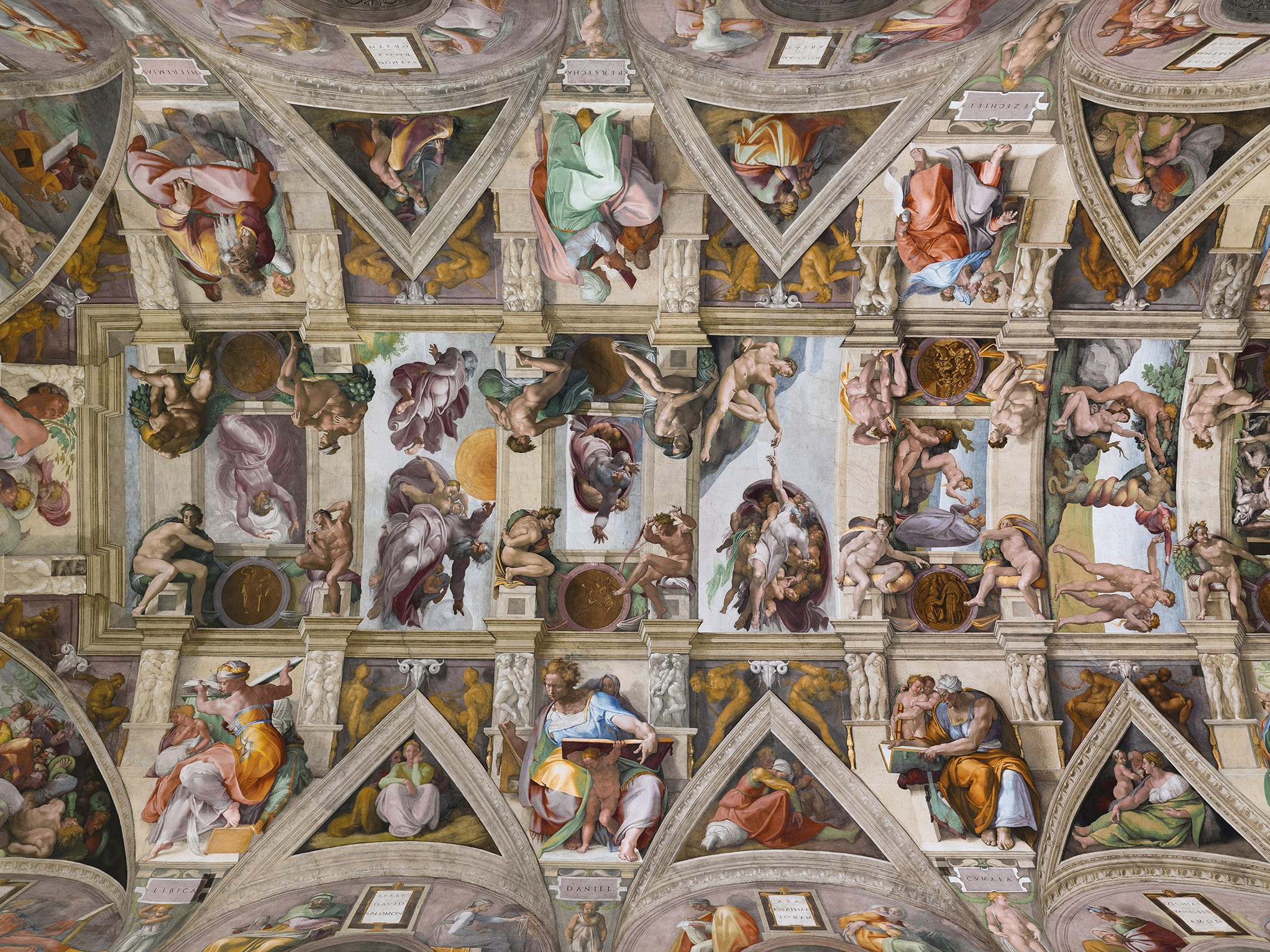
시스티나 성당의 천장

시스티나 성당의 천장은 원래 푸른 하늘을 배경으로 금빛으로 빛나는 별들이 그려져 있었다. 1508년 미켈란젤로 부오나로티는 교황 율리오 2세로부터 천장을 다시 칠하는 권한을 부여받았다. 작업은 1508년에 시작하여 1512년 11월 1일에 완료되었다. 그 후 미켈란젤로는 교황 바오로 3세의 의뢰를 받아들여 제대 위에 1535년부터 1541년까지 마지막 심판을 그렸다.
자기가 의뢰받은 작업의 엄청난 규모에 미리 겁을 먹은 미켈란젤로는 율리오 2세가 접촉을 해온 처음부터 사양하고 싶다는 의사를 밝혔다. 그는 자신이 화가라기보다는 조각가라고 생각하고 있었으며, 따라서 자신의 능력 밖의 일인 그런 대규모 작업이 맡겨진 것은 정적들이 자신을 나락에 떨어뜨리려는 수작이라고 의심하였다. 미켈란젤로에게 있어 이 작업은 지난 수년간 대리석을 조각하는 것에만 몰두했던 기존의 작품 활동에서 탈피하는 것이었다.
미켈란젤로가 표현한 영감의 원천은 쉽게 결정된 것이 아니다. 교황과 아우구스티노회의 신학자들로부터 성경의 내용에 대해 많은 조언을 들었을 것이다. 그리고 이많은 작품들을 미켈란젤로가 조수들의 도움 없이 혼자서 자기 손으로 직접 작업을 했다

#### 천장

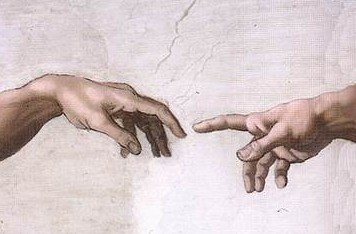
아담에게 생명을 부여하는 하느님의 손.

1504년 시스티나 경당의 천장에 거대한 균열이 생기고 오래된 장식이 훼손되기 시작하자 천장을 새로 장식할 필요성이 대두되었다. 1508년 5월 10일 교황 율리오 2세는 미켈란젤로에게 의뢰하여 천장을 새로 칠하는 작업을 맡겼다. 미켈란젤로는 4년에 걸쳐 비범한 재능을 발휘하여 이 거대한 천장화를 그렸다.
시스티나 성당 천장 중앙에는 창세기의 장면을 프레스코로 재현한 아홉 점의 그림이 띠 형태로 그려져 있는데, 다섯 점은 크기가 조금 작다. 똑같은 생김새에 동적인 자세를 취한 남성 누드(이누디)가 각 모서리에서 작품들을 둘러싸고 있다. 이들은 모조 청동메달을 받치고 있는데, 메달들에는 사무엘기와 열왕기의 장면이 묘사되어 있다. 이 작품의 제작 순서이자 내용에 따른 연대기적 순서에 따르면, 첫 번째 여섯 작품은 빛과 어둠의 분리, 별의 창조, 땅과 바다의 분리, 아담의 창조, 하와의 창조, 원죄로서, 창세기 속 몇 가지 일화를 보여준다. 나머지 세 작품은 노아의 이야기로, 노아의 희생과 노아의 방주, 노아의 만취이다. 천장 중앙에서 하나의 띠를 형성하는 이 작품을 둘러싼 양 측면에는 일곱 명의 예언자와 다섯 명의 여사제의 그림이 있다. 예언자들과 여사제들 사이 천장과 벽이 만나는 곳의 삼각형 공간과 루네트에는 아브라함부터 성 요셉에 이르는 예수의 선조들을 그렸다. 그리고 사방의 펜던티브에는 청동뱀, 하만의 형벌, 다윗과 골리앗, 유딧과 홀로페네스를 그려 구세주의 언약을 암시하는 구약성경의 네 장면을 나타냈다.
앞쪽 절반이 완성된 후, 시스티나 경당 천장화는 성당이 봉헌된 성모 승천 대축일을 기념하여 1511년 8월 15일에 부분적으로 공개되었다. 그리고 1년 후인 1512년 11월 1일 모든 성인의 축일에 마침내 천장화 제막식이 거행되었다.

#### 《최후의 심판》

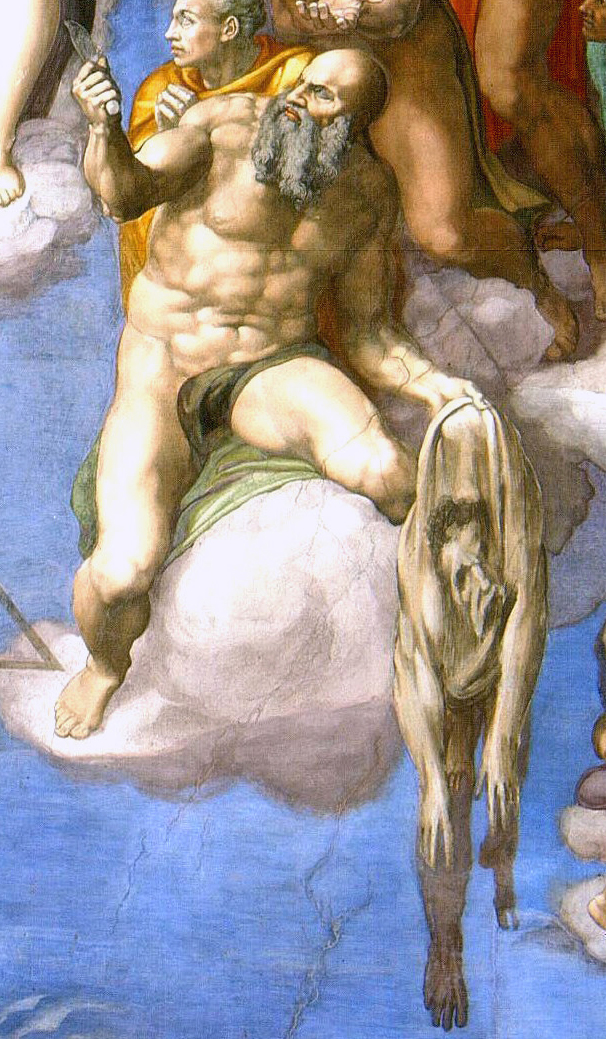
최후의 심판에서 자신의 벗겨진 피부(미켈란젤로의 자화상)를 들고 있는 성 바르톨로메오.

세련된 교양인이자 예술품 수집가였던 교황 바오로 3세는 미켈란젤로에게 시스티나 경당의 제대 위에 웅대한 《최후의 심판》을 그려줄 것을 주문하였다. 그래서 시스티나 경당의 천장화 작업을 마친 지 24년이 지난 1536년에 미켈란젤로는 다시 시스티나 경당의 장식을 맡게 된다. 새 프레스코를 제작하기 위해서는 원래 있던 페루지노와 다른 화가들의 작품 세 점과 그 자신이 천장화를 마무리하면서 1512년에 그린 두 점의 루네트화를 없애야 했다. 미켈란젤로는 장엄한 장면과 잊을 수 없는 인물들을 골라 ‘심판’이라는 주제를 표현하였는데, 부분적으로 단테의 《신곡》에서 영감을 얻었다. 《최후의 심판》은 1541년에 완성되었다. 미켈란젤로는 맨 왼쪽 루네트를 그리고, 이어 순서에 따라 밑으로 내려가면서 프레스코를 그렸다. 최후의 심판이 모습을 보인 지 4년 뒤엔 1545년에 바오로 3세는 트리엔트 공의회를 소집하였다.

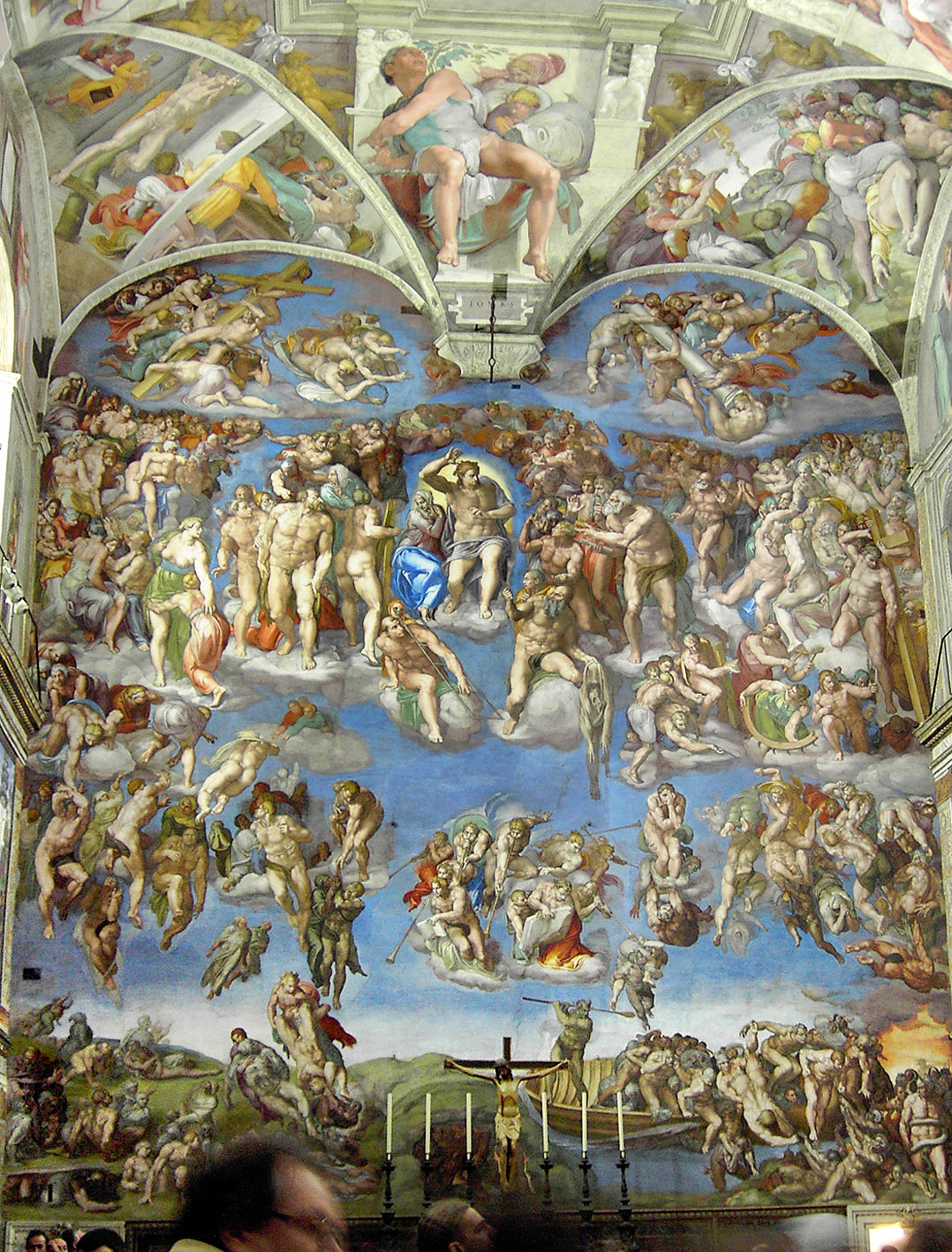
미켈란젤로의 마지막 심판 상세도.

구성을 도식화하면 이 작품은 나란히 놓인 세 개의 띠로 이루어졌으며, 꼭대기의 두 루네트에는 날개 없는 천사들이 그리스도의 수난 당시 사용된 도구들을 들고 있다. 맨 아래 띠 왼쪽에는 종말 이후 죽은 이들의 부활이, 오른쪽에는 영원한 벌을 선고받는 이들의 영혼을 나르는 카론의 배와 이들을 심판하는 미노스가 있는 지옥이 그려졌다. 가운데 띠 중앙에는 심판의 나팔을 든 일곱 대천사들이 있고, 왼쪽에는 하늘나라로 올라가는 영혼들이, 오른쪽에는 지옥의 불로 떨어지는 영혼들이 그려졌다. 마지막으로 맨 위쪽 띠에는 성모 마리아 옆에서 구원자들의 무리에 둘러싸인 위엄있는 심판자로서의 모습을 한 그리스도가 있다.

## 같이 보기
- 산타마리아 마조레 대성전